# Don Kirshner
Pour les articles homonymes, voir Kirshner.
Don Kirshner, est un éditeur musical et agent artistique américain, également producteur et animateur de télévision, né le 17 avril 1934 à New York et mort le 17 janvier 2011 à Boca Raton en Floride.

## Biographie

### Jeunesse et formation
Don Kirshner naît en 1934 dans l'arrondissement new yorkais du Bronx. Il étudie au City College of New York avant d'intégrer l'Upsala College (en), un collège d'arts libéraux du New Jersey, grâce à une bourse d'études,. En 1956, il en sort diplômé en administration des affaires.
Kirshner collabore brièvement avec le chanteur Walden Robert Cassotto. Ils enregistrent des jingles publicitaires et des chansonnettes pop composées par Cassotto sur des paroles de Kirshner. Cassotto se rendra ensuite célèbre sous le nom de Bobby Darin,. Il devient l'agent de la chanteuse Connie Francis.

### Aldon Music
Avec Al Nevins (en), Don Kirshner fonde en 1958 la maison d'édition musicale Aldon Music (en). Leurs bureaux sont installés au 1650 Broadway à New York, près du Brill Building, situé au numéro 1619. Leurs premiers tubes, Stupid Cupid, The Diary (en) et Oh! Carol, sont signés par le compositeur Neil Sedaka et le parolier Howard Greenfield. Aldon recrute des compositeurs comme Neil Diamond, Gerry Goffin et Carole King, ou encore Barry Mann et Cynthia Weil, auteurs de nombreux tubes. Kirshner se fait connaître pour sa capacité à persuader les artistes d'interpréter la chanson qui entre leurs mains deviendra un succès. Il est surnommé « The Man With the Golden Ear » (« l'homme à l'oreille d'or ») par le magazine Time. En 1963, la vente d'Aldon à Screen Gems, une filiale de Columbia Pictures produisant des programmes télévisés, fait de lui un millionnaire. Il est nommé directeur musical de Screen Gems.

### The Monkees
Don Kirshner participe en tant que producteur musical à la série télévisée The Monkees, diffusée entre 1966 et 1968, qui met en scène le groupe du même nom. Parmi leurs premiers succès, I'm a Believer et Pleasant Valley Sunday (en), sont composés respectivement par Neil Diamond et le couple Goffin-King. Les Monkees expriment le désir de composer eux-mêmes leurs chansons, une situation qui conduit au licenciement de Kirshner.

### The Archies
Échaudé par l'expérience, Kirshner déclare : « Je veux un groupe qui n'ait pas son mot à dire. » (« I want a band that won't talk back. »). Par la suite, il participe à la création de la série animée The Archie Show, mettant en scène The Archies (en), un groupe de musique fictif tiré d'une bande dessinée publiée par Archie Comics. Leur titre Sugar, Sugar, signé par Andy Kim et Jeff Barry et interprété par Ron Dante, se vend à plus de 10 millions d'exemplaires.

### Émissions de variétés
Don Kirshner est le créateur de l'émission de variétés In Concert (en), diffusée à partir de 1972 par le réseau ABC, ainsi que le producteur exécutif des premiers épisodes. Entre 1973 et 1982, il anime et produit une autre émission de variétés, intitulée Don Kirshner's Rock Concert (en), durant laquelle les artistes se produisent dans les conditions du direct. Le programme est vendu aux chaînes américaines en syndication. Il permet à de nombreux artistes, dont The Allman Brothers Band, Prince et Donna Summer, d'effectuer leurs débuts à la télévision. L'allure de Kirshner, qui présente chacun des groupes de manière gauche et monotone en lisant un texte défilant sur un prompteur, est parodiée par Paul Shaffer dans l'émission humoristique Saturday Night Live. Don Kirshner's Rock Concert est retirée de l'antenne peu après le lancement de la chaîne musicale MTV.

### Labels
Kirshner dirige plusieurs labels discographiques durant sa carrière. Il lance Dimension Records en 1962 afin d'éditer les titres écrits par l'écurie de compositeurs de la maison d'édition musicale Aldon Music. Au cours des années 1970, il signe notamment le groupe Kansas sur son label Kirshner Records, une filiale de CBS.

## Récompenses
En 2007, le Songwriters Hall of Fame lui remet l'Abe Olman publisher award. Kirshner regrette de ne pas avoir été reconnu par le Rock and Roll Hall of Fame, qui en 2012 lui remet le Ahmet Ertegun lifetime achievement award à titre posthume.